# Mitracarpus scaberulus
Mitracarpus scaberulus är en måreväxtart som beskrevs av Ignatz Urban. Mitracarpus scaberulus ingår i släktet Mitracarpus och familjen måreväxter. Inga underarter finns listade i Catalogue of Life.